# シレ (潜水艦・2代)
シレ（イタリア語：Scirè, S 527）は、イタリア海軍が採用した212A型潜水艦のサルヴァトーレ・トーダロ級潜水艦の2番艦。艦名は第二次世界大戦期に活躍した潜水艦シレに因み、エチオピアの地名シレ（en:Shire, Ethiopia）に由来する。

## 艦歴
「シレ」は、フィンカンティエリムッジャーノ造船所で建造され、2000年7月27日に起工、2004年12月18日に進水、2007年2月19日に就役した。